# Palaquium canaliculatum
Palaquium canaliculatum là một loài thực vật thuộc họ Sapotaceae. Đây là loài đặc hữu của Sri Lanka.